# Peterodendron ovatum
Peterodendron ovatum är en tvåhjärtbladig växtart som först beskrevs av Herman Otto Sleumer, och fick sitt nu gällande namn av Herman Otto Sleumer. Peterodendron ovatum ingår i släktet Peterodendron och familjen Achariaceae. Inga underarter finns listade i Catalogue of Life.